# Spotkanie ze szpiegiem
Spotkanie ze szpiegiem – polski czarno-biały film sensacyjny z 1964 roku w reżyserii Jana Batorego, zrealizowany na podstawie powieści Jana Litana „Pożegnanie ze szpiegiem”. Zdjęcia kręcono w Warszawie, Szadku, Piotrkowie Trybunalskim, Kamieńsku i Łodzi.

## Opis fabuły
Na wybrzeżu koszalińskim ląduje tajny agent Bernard, który ma zdobyć informacje na temat rozmieszczenia polskich baz rakietowych. Pasący krowy niemowa (Wacław Kowalski), jedyny świadek lądowania, zostaje przez niego zamordowany. Bernardowi udaje się bez problemów dostać do Warszawy, gdzie czekają na niego współpracownicy: Zygmunt (Jerzy Walczak) – kierowca PKS i Maria (Beata Tyszkiewicz). Z centralą na Zachodzie kontaktują się przez zaszyfrowane sygnały ukryte w nagraniach krótkofalowców, ale funkcjonariusze Ministerstwa Spraw Wewnętrznych wykrywają te transmisje i rozpoczynają poszukiwania.

## Główne role
- Ignacy Machowski – Bernard
- Beata Tyszkiewicz – Maria Polińska, współpracownica Bernarda
- Stanisław Niwiński – krótkofalowiec amator Janusz Giedrowski, kochanek Marii
- Katarzyna Łaniewska – Basia Giedrowska, żona Janusza
- Jerzy Walczak – Zygmunt, kierowca PKS, współpracownik Bernarda
- Stanisław Mikulski – porucznik Baczny
- Zbigniew Zapasiewicz – kapitan Kres
- Henryk Bąk – major Łuba
- Zygmunt Listkiewicz – porucznik Koleba
- Zbigniew Józefowicz – kapitan
- Jerzy Karaszkiewicz – wywiadowca udający kieszonkowca
- Helena Dąbrowska – wywiadowczyni
- Roman Sykała – lekarz patolog wykonujący sekcję zwłok niemowy
- Witold Skaruch – szef deszyfrantów
- Stanisław Gronkowski – nauczyciel Ludwik Mituła, krótkofalowiec amator
- Barbara Wałkówna – Irena Mitułowa
- Wacław Kowalski – niemowa
- Marian Łącz – kierowca PKS, kolega Zygmunta
- Andrzej Herder – zmiennik Zygmunta
- Natalia Szymańska – babcia

Źródło.